# Ștefănești (Botoșani)
Ştefăneşti (ídix: שטעפנשט, en hebreu: שטפנשט‎) és una petita ciutat del comtat de Botoșani, a l'oest de Moldàvia (Romania). Administra quatre pobles: Bădiuți, Bobulești, Stânca i Ștefănești-Sat.
La ciutat es troba a prop de la unió del riu Bașeu amb el riu Prut, a la vora del pantà de Stânca-Costești. Stânca és un punt de control fronterer amb Moldàvia, connectat a través de la presa Stânca-Costești amb la ciutat de Costești, Moldàvia.

## Demografia
Segons el cens del 2011 hi havia una població total de 5.092 persones que vivien en aquesta ciutat. D’aquesta població, el 90,57% són de romanès ètnic, i el 9,3% d’ètnia romaní.

## Fills il·lustres
A Ştefăneşti hi va néixer el pintor Ștefan Luchian (1868–1916), així com Vlad Onicescu, el pare del matemàtic Octav Onicescu (1892–1983). La ciutat també és el lloc de naixement de la dinastia Hasteic Shtefanesht i, com a tal, el seu nom encara es coneix a l'actual Israel.

## Referències

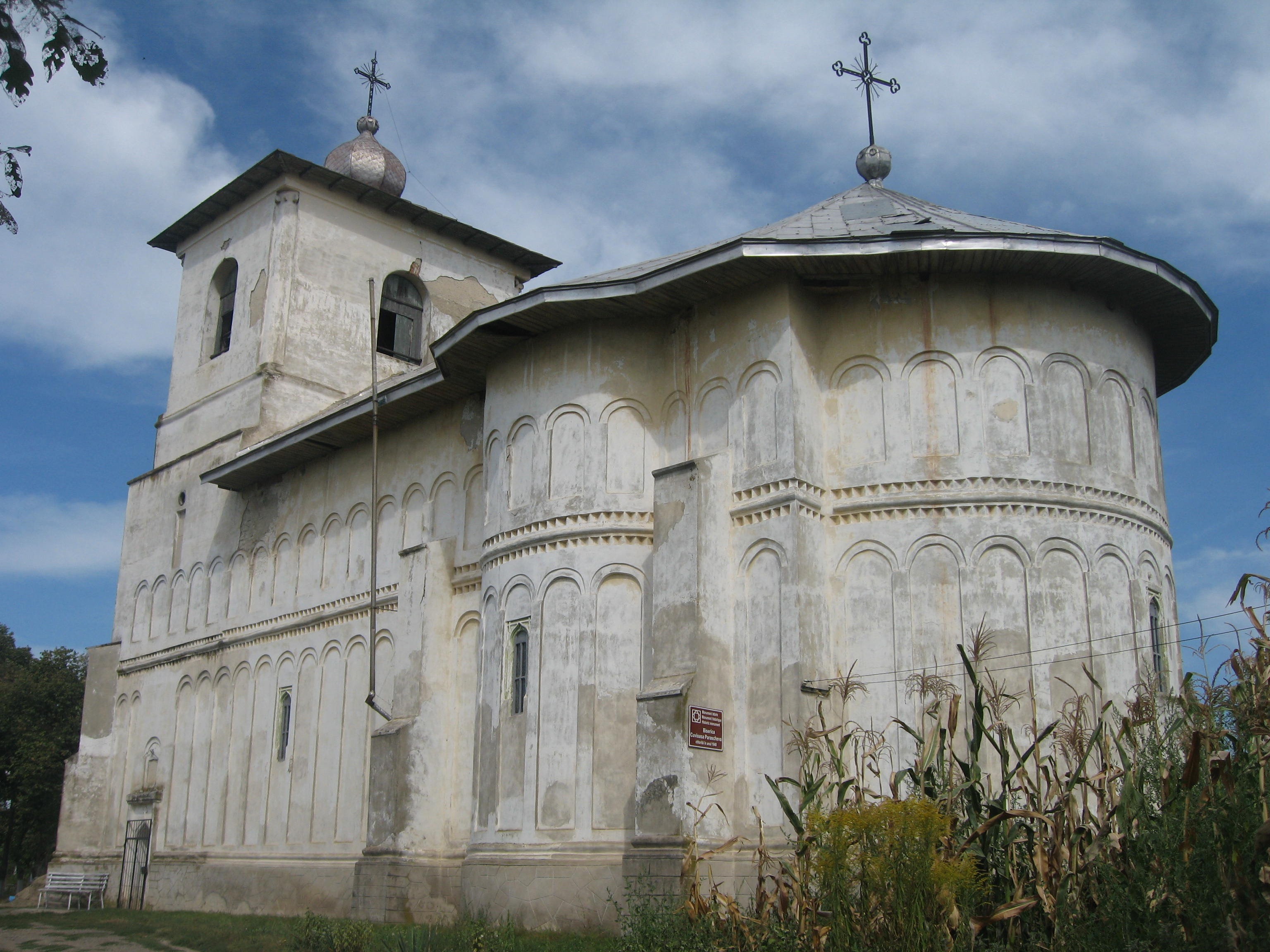
Església de Sant Parascheva

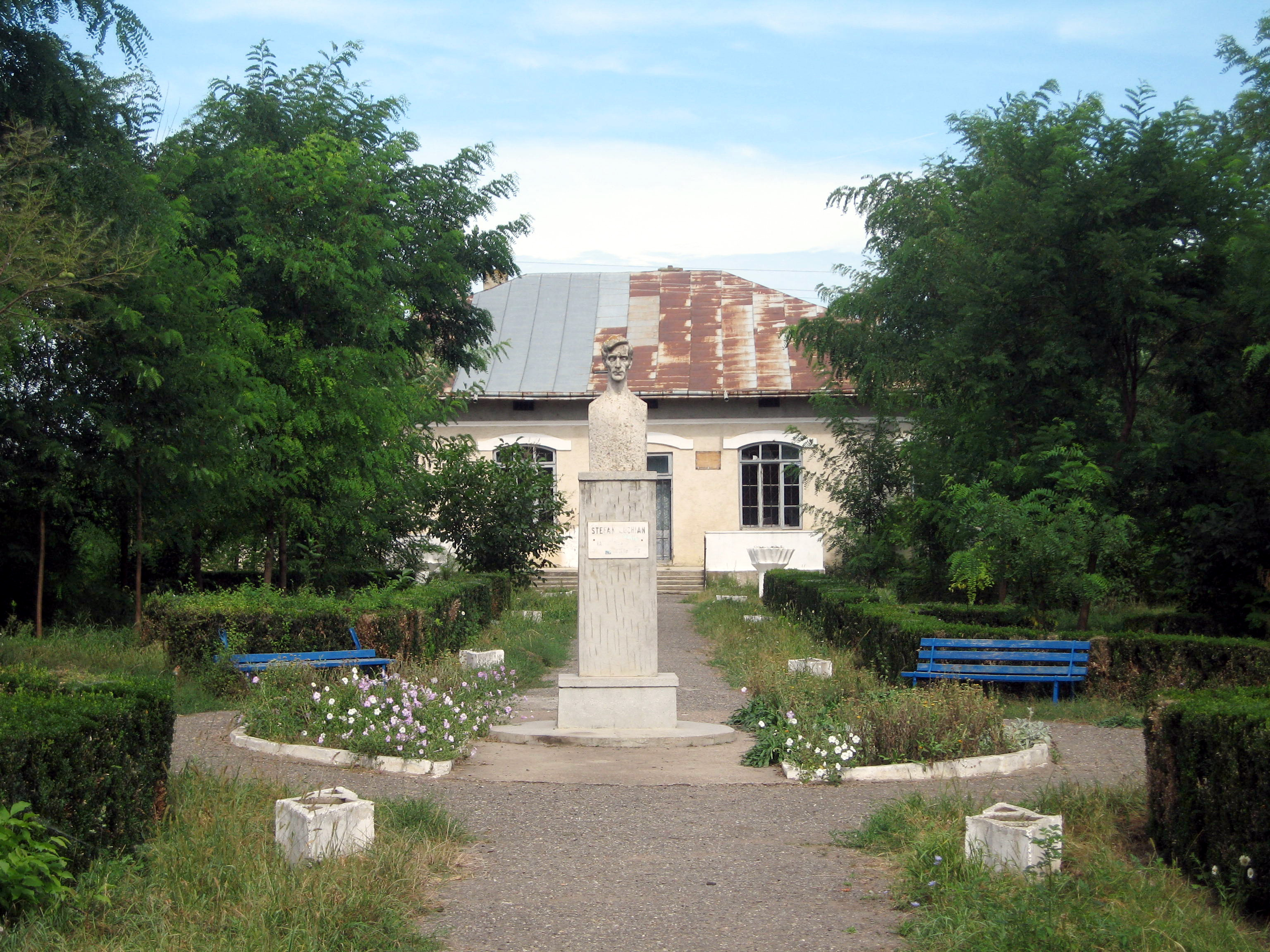
El Museu Ștefan Luchian